# Zwillbrock
Zwillbrock (niederländ. Zwilbroek) ist ein Kirchdorf und eine Bauerschaft in der Stadt Vreden im Münsterland. Es liegt an der deutsch-niederländischen Grenze und der Straße zwischen Vreden und dem niederländischen Groenlo. Ein kleinerer Teil der Bauerschaft befindet sich direkt daneben auf niederländischem Gebiet in der Gemeinde Berkelland (siehe Zwilbroek).
Zwillbrock ist bekannt durch die Barockkirche St. Franziskus und das Naturschutzgebiet Zwillbrocker Venn.

## Barockkirche St. Franziskus

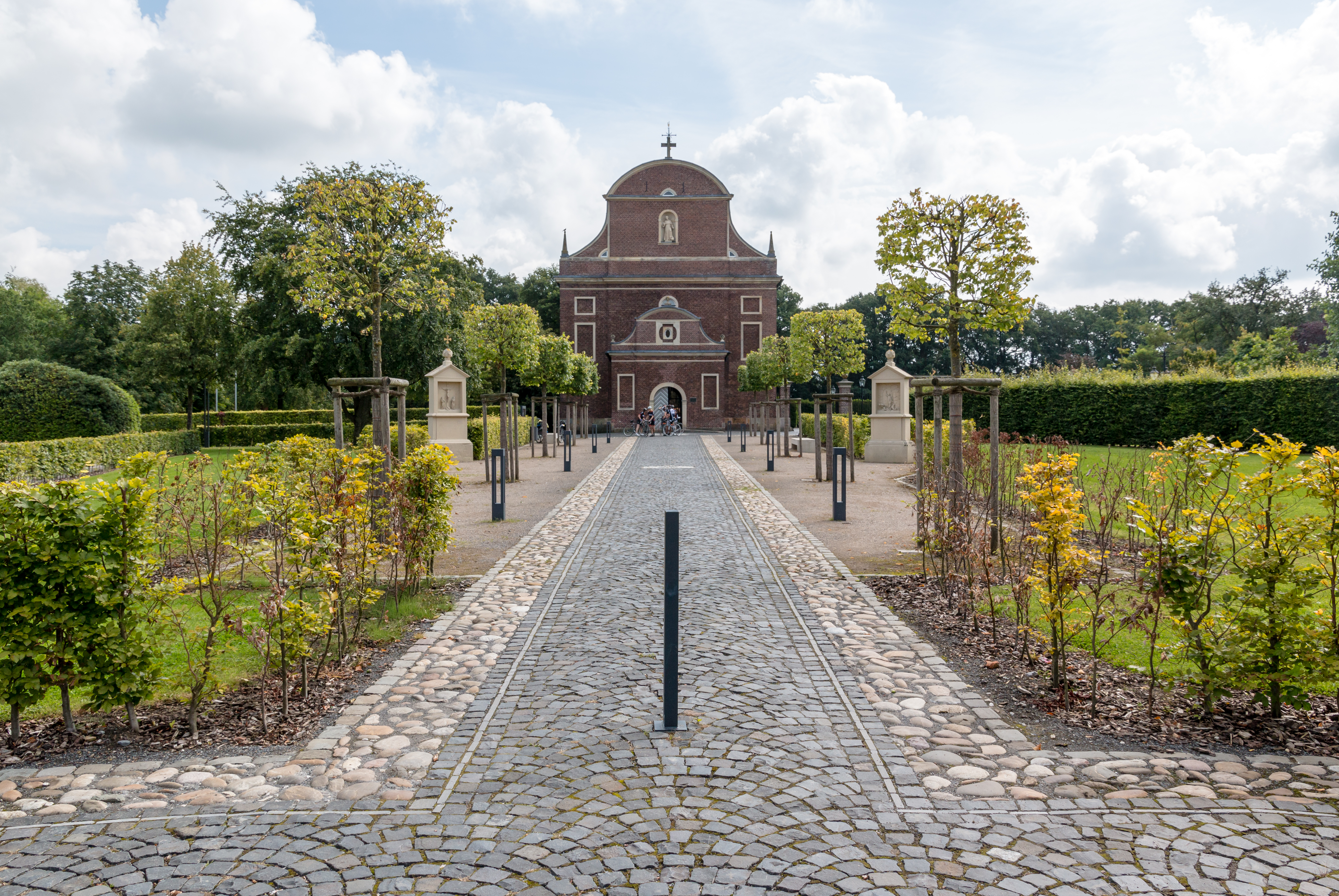
Barockkirche St. Franziskus in Zwillbrock

1651 errichteten die Minoriten in Zwillbrock eine Missionsstation zur Betreuung der Katholiken in den angrenzenden Niederlanden, vor allem in Groenlo und der Herrschaft Borculo. Diese Missionsstation wurde 1657 zur Residenz und 1670 zum Konvent erhoben.
Am 6. Oktober 1717 wurde der Grundstein der heutigen Kirche St. Franziskus gelegt, die im Jahr 1719 oder 1720 fertiggestellt wurde, jedoch erst am 24. April 1748 durch Weihbischof Franz Bernardin Verbeck geweiht. Umbauten und Erweiterungen der Kirche erfolgten in den Jahren 1765 und 1782. Das Kloster wurde 1811 aufgehoben und abgerissen. Die Kirche mit ihrer wertvollen Barockausstattung blieb jedoch erhalten. 1858 wurde sie zur Pfarrkirche einer eigenständigen Pfarrei erhoben.
Im Gegensatz zu vielen anderen Kirchen in der direkten Umgebung von Zwillbrock wurde die Kirche St. Franziskus in der Zeit des Zweiten Weltkriegs verschont. Als Folge davon ist die gesamte barocke Inneneinrichtung im originalen Zustand erhalten, einzigartig im gesamten Münsterland. Von 2013 bis 2015 wurden die Kirche und ihre Ausstattung umfassend restauriert.

## Zwillbrocker Venn
Das Zwillbrocker Venn (seltener auch Zwilbroeks veen genannt) und das direkt daneben liegende Ellewicker Feld sind zwei Naturschutzgebiete an der deutsch-niederländischen Grenze, westlich von Vreden, und grenzen an die niederländischen Gemeinden Berkelland und Winterswijk an.
Die Naturschutzgebiete sind Brutplatz für mehr als 100 Vogelarten. In diesen Sumpfgebieten brütet die mit rund 16.000 Möwen größte Lachmöwenkolonie Deutschlands. Des Weiteren ist das Zwillbrocker Venn das am weitesten nördlich gelegene Brutgebiet für Flamingos in Europa. Mehr als 40 Flamingos halten sich dort auf.